# Тушканчикови
Тушканчиковите (Dipodidae) са семейство дребни бозайници от разред Гризачи (Rodentia).

## Разпространение
Включва около 15 рода, разпространени главно в степни, пустинни и гористи местности. В България се среща един вид – степна скачаща мишка (Sicista subtilis).

## Описание
Тушканчикови могат да правят рикошетни скокове с дължина до 3 метра и на височина до 2 метра.

## Родове
- Подсемейство Allactaginae
  - Allactaga
  - Allactodipus
  - Pygeretmus
- Подсемейство Cardiocraniinae
  - Cardiocranius
  - Salpingotulus
  - Salpingotus
- Подсемейство Dipodinae
  - Dipus – Мъхнатоног скокливец
  - Eremodipus
  - Jaculus
  - Paradipus
  - Stylodipus
- Подсемейство Euchoreutinae
  - Euchoreutes
- Подсемейство Sicistinae
  - Sicista – Същински скачащи мишки
- Подсемейство Zapodinae
  - Eozapus
  - Napaeozapus
  - Zapus